# Phostria gravitalis
Phostria gravitalis is een vlinder uit de familie grasmotten (Crambidae). De wetenschappelijke naam van deze soort is voor het eerst gepubliceerd in 1880 door Max Saalmüller als Botys gravitalis.
De spanwijdte bedraagt 25 tot 32 millimeter. 
De soort komt voor in Madagaskar.